# Uiseong-gun
Uiseong-gun (en coreano: 의성군) es un condado en la provincia de Gyeongsang del Norte, Corea del Sur. Situado cerca del centro de la provincia, limita con Andong en el norte, Cheongsong-gun en el este, el condado de Gunwi en el sur, y Sangju y Yecheon-gun en el oeste. Como en la mayor parte de Corea, la mayor parte de la tierra está vacante y forestal; sólo alrededor del 19% de la superficie de la comarca es tierra de cultivo.

## Clima
| Parámetros climáticos promedio de Uiseong (1981–2010) | Parámetros climáticos promedio de Uiseong (1981–2010) | Parámetros climáticos promedio de Uiseong (1981–2010) | Parámetros climáticos promedio de Uiseong (1981–2010) | Parámetros climáticos promedio de Uiseong (1981–2010) | Parámetros climáticos promedio de Uiseong (1981–2010) | Parámetros climáticos promedio de Uiseong (1981–2010) | Parámetros climáticos promedio de Uiseong (1981–2010) | Parámetros climáticos promedio de Uiseong (1981–2010) | Parámetros climáticos promedio de Uiseong (1981–2010) | Parámetros climáticos promedio de Uiseong (1981–2010) | Parámetros climáticos promedio de Uiseong (1981–2010) | Parámetros climáticos promedio de Uiseong (1981–2010) | Parámetros climáticos promedio de Uiseong (1981–2010) |
| Mes                                                   | Ene.                                                  | Feb.                                                  | Mar.                                                  | Abr.                                                  | May.                                                  | Jun.                                                  | Jul.                                                  | Ago.                                                  | Sep.                                                  | Oct.                                                  | Nov.                                                  | Dic.                                                  | Anual                                                 |
| ----------------------------------------------------- | ----------------------------------------------------- | ----------------------------------------------------- | ----------------------------------------------------- | ----------------------------------------------------- | ----------------------------------------------------- | ----------------------------------------------------- | ----------------------------------------------------- | ----------------------------------------------------- | ----------------------------------------------------- | ----------------------------------------------------- | ----------------------------------------------------- | ----------------------------------------------------- | ----------------------------------------------------- |
| Temp. máx. media (°C)                                 | 4.3                                                   | 7.1                                                   | 12.6                                                  | 20.1                                                  | 24.8                                                  | 28.1                                                  | 29.9                                                  | 30.6                                                  | 26.3                                                  | 21.1                                                  | 13.6                                                  | 7.0                                                   | 18.8                                                  |
| Temp. media (°C)                                      | -3.5                                                  | -0.8                                                  | 4.7                                                   | 11.5                                                  | 16.8                                                  | 21.2                                                  | 24.5                                                  | 24.8                                                  | 19.4                                                  | 12.3                                                  | 5.0                                                   | -1.2                                                  | 11.2                                                  |
| Temp. mín. media (°C)                                 | -10.0                                                 | -7.6                                                  | -2.4                                                  | 3.1                                                   | 8.8                                                   | 14.8                                                  | 20.0                                                  | 20.2                                                  | 14.1                                                  | 5.5                                                   | -1.7                                                  | -7.6                                                  | 4.8                                                   |
| Precipitación total (mm)                              | 18.0                                                  | 24.8                                                  | 41.5                                                  | 65.9                                                  | 78.3                                                  | 132.0                                                 | 231.2                                                 | 230.0                                                 | 131.7                                                 | 31.7                                                  | 31.5                                                  | 15.2                                                  | 1031.7                                                |
| Días de precipitaciones (≥ 0.1 mm)                    | 4.3                                                   | 5.2                                                   | 6.9                                                   | 7.1                                                   | 7.8                                                   | 8.8                                                   | 13.3                                                  | 12.6                                                  | 8.4                                                   | 4.8                                                   | 5.2                                                   | 4.5                                                   | 88.9                                                  |
| Horas de sol                                          | 177.9                                                 | 177.7                                                 | 200.7                                                 | 222.2                                                 | 235.4                                                 | 201.0                                                 | 161.9                                                 | 174.9                                                 | 159.5                                                 | 187.3                                                 | 162.5                                                 | 169.6                                                 | 2231.2                                                |
| Humedad relativa (%)                                  | 66.6                                                  | 64.3                                                  | 63.1                                                  | 58.7                                                  | 62.6                                                  | 67.4                                                  | 75.5                                                  | 75.8                                                  | 75.7                                                  | 73.0                                                  | 71.4                                                  | 69.2                                                  | 68.6                                                  |
| Fuente: Korea Meteorological Administration           |                                                       |                                                       |                                                       |                                                       |                                                       |                                                       |                                                       |                                                       |                                                       |                                                       |                                                       |                                                       |                                                       |

## Divisiones administrativas
Uiseong-gun se divide en 18 distritos, un eup y 17 myeon.
- Uiseong-eup (의성읍)
- Danchon-myeon (단촌면)
- Jeomgok-myeon (점곡면)
- Oksan-myeon (옥산면)
- Sagok-myeon (사곡면)
- Chunsan-myeon (춘산면)
- Gaeum-myeon (가음면)
- Geumseong-myeon (금성면)
- Bongyang-myeon (봉양면)
- Bian-myeon (비안면)
- Gucheon-myeon (구천면)
- Danmil-myeon (단밀면)
- Danbuk-myeon (단북면)
- Angye-myeon (안계면)
- Dain-myeon (다일면)
- Sinpyeong-myeon (신평면)
- Anpyeong-myeon (안평면)
- Ansa-myeon (안사면)